# Homer the Heretic
"Homer, o Herege" é o terceiro episódio da quarta temporada dos Simpsons. Ele foi ao ar originalmente na rede Fox nos Estados Unidos em 8 de outubro de 1992. No episódio, Homer decide deixar de ir à igreja e passa um excelente momento em casa. Seu comportamento rapidamente atrai a ira de Deus, que o visita em um sonho. O episódio foi escrito por George Meyer e dirigido por Jim Reardon. A piada do quadro-negro desse episódio foi uma referência ao episódio anterior "Um bonde chamado Marge", que fez referências controversas a Nova Orleans.

## Enredo
Numa fria manhã de domingo, Marge reúne a família para ir à igreja. Homer se recusa a ir, muito para seu aborrecimento e consternação, depois que vê o tempo lá fora e acidentalmente rasga as calças da igreja. Ele fica para trás enquanto dorme até tarde, dança de cueca, faz sua receita especial de waffles, vence um concurso de curiosidades no rádio, assiste a um jogo de futebol cheio de ação e encontra um centavo. Homer atribui sua boa sorte a pular a igreja e a declara o melhor dia de sua vida. Enquanto isso, Marge e as crianças estremecem no sermão, apenas para se encontrarem presas no final desde que a porta se fechou. A congregação é forçada a ficar mais tempo enquanto o guardião Willie descongela as portas, e então Marge é incapaz de ligar o carro.
Quando ela e as crianças finalmente chegam em casa, Marge tenta convencer Homer a ir à igreja novamente. Naquela noite, Marge ora pelo marido ao lado da cama deles. Homer tenta seduzi-la enquanto o faz, mas depois adormece de repente e tem um sonho em que Deus aparece pessoalmente para ele. Deus está enfurecido com Homer por abandonar Sua igreja, mas concorda em deixar Homer adorar à sua maneira. Homer começa a seguir sua própria religião, adaptada aos seus gostos pessoais, incluindo feriados que inventa para sair do trabalho.
Marge, o Reverendo Lovejoy e Ned tentam, sem sucesso, trazer Homer de volta à congregação. Certa manhã de domingo, enquanto todo mundo está na igreja, Homer adormece no sofá, fumando um charuto aceso, que acende revistas e, por fim, incendeia a casa inteira. Homer acorda, mas rapidamente sucumbe à fumaça tóxica e desmaia. Apu, chefe do corpo de bombeiros voluntários de Springfield, corre para a casa dos Simpson com outros bombeiros, incluindo Krusty, o Palhaço, Chief Wiggum e Barney. Enquanto isso, Ned corre para a casa em chamas para resgatar Homer e o puxa para fora no momento em que os bombeiros chegam. Depois que o fogo é extinto, Homer declara que Deus estava dando vingança. O Reverendo Lovejoy rebate que Deus estava trabalhando através dos amigos de Homer, apesar de suas diferentes crenças. Homer concorda em dar outra chance à igreja e o próximo domingo está lá, ainda roncando alto através do culto. Deus consola Homer sobre o fracasso de sua religião, dizendo a Homer o significado da vida nos créditos finais.